# Concerto pour piano no 2 de Mendelssohn
Pour un article plus général, voir Concerto pour piano.
Pour les articles homonymes, voir Concerto pour piano (homonymie).

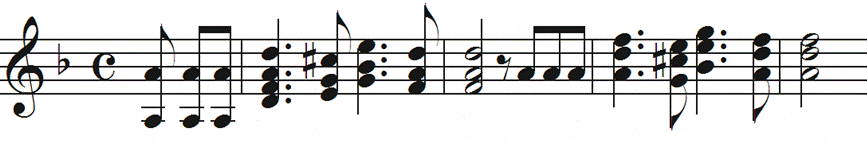
Thème central du concerto

Le Concerto pour piano no 2 en ré mineur op. 40 (MWV O 11) a été composé par Felix Mendelssohn et créé au festival triennal de musique de Birmingham en 1837. Sa durée d'exécution est d'environ vingt-trois minutes.
La composition de cette œuvre suit de peu le mariage de Mendelssohn, en mars 1837, avec Cécile Jeanrenaud : il s'agit d'une période très heureuse pour le compositeur, et cette partition brillante en porte la trace. Son épouse, d'ailleurs, ne se lassait pas d'entendre le finale de ce concerto.

## Structure
Le Concerto est divisé en trois mouvements :
- Allegro appassionato
- Adagio, Molto sostenuto
- Finale, Presto scherzando

## Utilisations
Dans le film L'Effrontée de Claude Miller, avec Charlotte Gainsbourg, l'un des personnages, la jeune pianiste Clara Baumann, joue ce concerto.